# Firefly Beta
Beta är en tvåstegsraket under utveckling av det amerikanska rymdföretaget Firefly Aerospace för den kommersiella satellit-marknaden.

## Design

### Första steget
Steget har en diameter på 3,7 m och drivs av 5 st Reaver 2-raketmotorer.

### Andra steget
Steget har en diameter på 3,7 m och drivs av 1 st Reaver 1-raketmotorer.